# 로사리오 클라시코

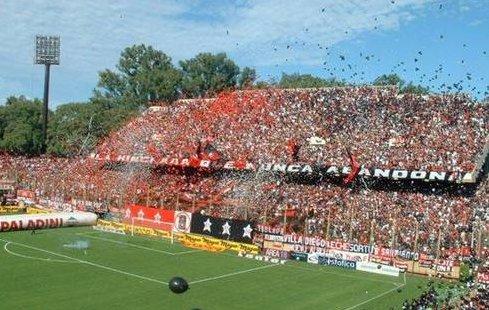
엘 콜로소 델 파르케의 뉴얼스 팬들

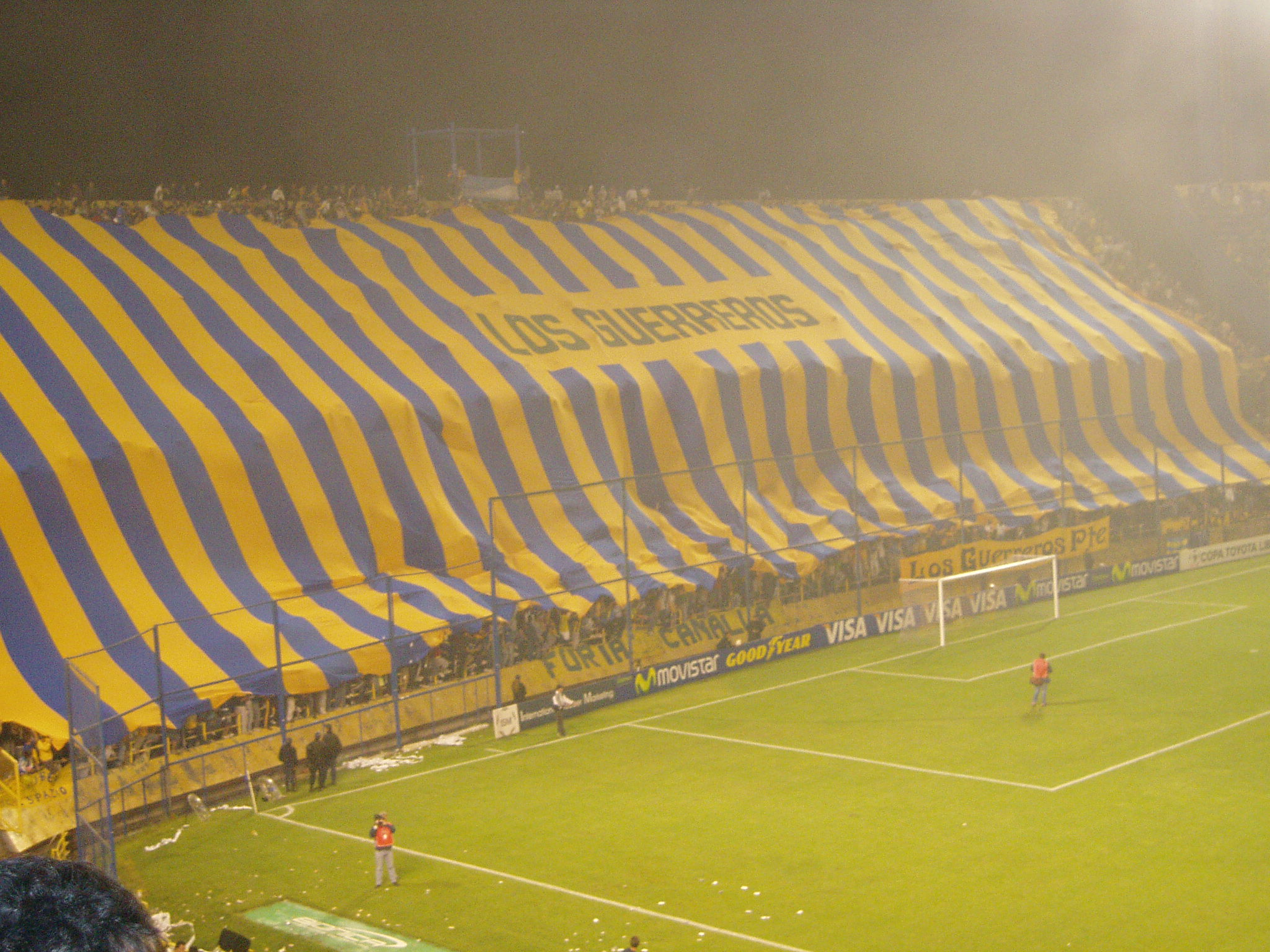
히간테 데 아로지토의 로사리오 팬들

로사리오 클라시코(Clásico Rosarino)는 아르헨티나 프리메라 디비시온에서 로사리오를 연고로 하는 두 축구팀 뉴얼스 올드 보이스와 로사리오 센트랄의 축구 경기를 가리킨다. 아르헨티나에서 가장 격렬한 더비 경기 중 하나이며, 부에노스아이레스 주 밖의 더비 경기 중에서 가장 중요하게 여겨진다.

## 역사
최초의 로사리오 클라시코는 1905년 6월 18일 경기로 알려져있다. 이때 뉴얼스 올드 보이스는 파우스티노 곤살레스의 골로 1:0 승리를 거두었다. 두 팀은 오랫동안 로사리오 지역 리그(Liga Rosarina de Fútbol)에서 활약하다가 1939년 프리메라 가입이 승인되었다. 프리메라 디비시온에서의 첫 경기는 1939년 6월 18일 경기였으며 1:1 무승부로 끝났다.

## 두 팀의 별명
두 팀의 별명은 모두 한 사건과 관련이 있다. 로사리오 센트랄이 나병원 설립을 위한 자선 경기 참가를 거부했기 때문인데, 그 때문에 로사리오는 카나자스(Canallas, 악당들)이라는 별명을, 경기에 참가했던 뉴얼스는 로스 레프로소스(Los Leprosos, 나병 환자들)이라는 별명을 얻게 되었다.

## 기록
- 2008 아페르투라까지의 기록.

| 대회                         | 경기수 | 로사리오 승 | 무승부 | 뉴얼스 승 |
| ---------------------------- | ------ | ----------- | ------ | --------- |
| 아마추어 경기 (1905-30)      | 55     | 21          | 12     | 22        |
| 로사리오 지역 리그 (1931-38) | 25     | 10          | 7      | 8         |
| 프로리그 경기 (1939-현재)    | 165    | 49          | 70     | 44        |
| 국제 대회                    | 5      | 3           | 2      | 0         |
| 소계                         | 249    | 82          | 92     | 73        |
| 친선경기                     | 70     | 23          | 19     | 28        |
| 총계                         | 318    | 105         | 111    | 102       |

### 득점자 기록
| 선수 이름         | 골 |
| ----------------- | -- |
| 마누엘 곤살레스   | 30 |
| 에두아르도 고메스 | 16 |
| 호세 비알레       | 11 |

| 선수 이름         | 골 |
| ----------------- | -- |
| 해리 헤이스       | 21 |
| 에드가르도 바우사 | 9  |
| 마리오 켐페스     | 7  |

두 팀이 AFA의 리그 체계에 들어온 1939년 이후의 기록만을 따지면 에드가르도 바우사(센트랄)와 산티아고 산타마리아(뉴얼스)가 각각 9골씩 기록한 것이 최고이다.

### 최다 출전 기록
| 선수 이름           | 출전횟수 |
| ------------------- | -------- |
| 산티아고 산타마리아 | 31       |
| 마리오 사나브리아   | 31       |
| 마누엘 곤살레스     | 27       |

| 선수 이름            | 출전횟수 |
| -------------------- | -------- |
| 호르헤 호세 곤살레스 | 45       |
| 호세 파스쿠티니      | 38       |
|                      |          |

### 큰 골차 승리 기록
| 시대      | 연도 | 결과       | 대회명                 |
| --------- | ---- | ---------- | ---------------------- |
| 1905–1938 | 1907 | 10-0 (홈)  | 코파 니카시오 빌라     |
| 1905–1938 | 1912 | 7-0 (원정) | 코파 니카시오 빌라     |
| 1905–1938 | 1906 | 6-0 (홈)   | 코파 산티아고 피나스코 |
| 1939–현재 | 1941 | 5-0 (홈)   | 프리메라 디비시온      |
| 1939–현재 | 1991 | 4-0 (홈)   | 프리메라 디비시온      |
| 1939–현재 | 1999 | 4-1 (홈)   | 프리메라 디비시온      |

| 시대      | 연도 | 결과       | 대회명             |
| --------- | ---- | ---------- | ------------------ |
| 1905–1938 | 1917 | 9-0 (홈)   | 코파 니카시오 빌라 |
| 1905–1938 | 1916 | 8-0 (홈)   | 코파 데 오노르     |
| 1905–1938 | 1908 | 9-3 (홈)   | 코파 니카시오 빌라 |
| 1939–현재 | 1964 | 4-0 (원정) | 프리메라 디비시온  |
| 1939–현재 | 1973 | 4-1 (홈)   | 프리메라 디비시온  |
| 1939–현재 | 1997 | 4-0 (홈)   | 프리메라 디비시온  |

### 연승 기록
| 시대      | 홈/원정 | 기간      | 승수 |
| --------- | ------- | --------- | ---- |
| 1905–1938 | 연속    | 1909–1912 | 11   |
| 1905–1938 | 홈      | 1909–1912 | 6    |
| 1905–1938 | 원정    | 1909–1912 | 5    |
| 1939–현재 | 연속    | 1940–1941 | 3    |
| 1939–현재 | 홈      | 1945–1948 | 4    |
| 1939–현재 | 원정    | 1940–1941 | 2    |

| 시대      | 홈/원정 | 기간      | 승수 |
| --------- | ------- | --------- | ---- |
| 1905–1938 | 연속    | 1914–1918 | 11   |
| 1905–1938 | 홈      | 1914–1918 | 5    |
| 1905–1938 | 원정    | 1914–1918 | 6    |
| 1939–현재 | 연속    | 1966–1967 | 3    |
| 1939–현재 | 홈      | 1981–1982 | 2    |
| 1939–현재 | 원정    | 1950–1953 | 3    |

### 무패 기록
| 시대      | 홈/원정 | 기간       | 경기수 |
| --------- | ------- | ---------- | ------ |
| 1905–1938 | 연속    | 1929–1933  | 12     |
| 1905–1938 | 홈      | 1918–1933  | 18     |
| 1905–1938 | 원정    | 1929–1933  | 6      |
| 1939–현재 | 연속    | 1998]–2002 | 9      |
| 1939–현재 | 홈      | 1980–2001  | 27     |
| 1939–현재 | 원정    | 1939–1944  | 5      |

| 시대      | 홈/원정 | 기간      | 경기수 |
| --------- | ------- | --------- | ------ |
| 1905–1938 | 연속    | 1914–1918 | 11     |
| 1905–1938 | 홈      | 1914–1925 | 9      |
| 1905–1938 | 원정    | 1914–1918 | 6      |
| 1939–현재 | 연속    | 1974–1976 | 17     |
| 1939–현재 | 홈      | 1966–1980 | 20     |
| 1939–현재 | 원정    | 1966–1971 | 10     |